# Sistema dinâmico não linear
Um sistema dinâmico não linear é um sistema determinista, cujo comportamento futuro é previsível segundo a Teoria do Caos, se as condições iniciais do sistema forem perfeitamente conhecidas. A alta sensibilidade às condições inciais, porém, dá ao sistema não linear a característica de instabilidade, o que faz com que seja incorretamente confundido com um sistema aleatório. Enquanto o comportamento futuro do sistema não linear pode ser determinado se as condições iniciais forem perfeitamente conhecidas, o mesmo não ocorre com um sistema aleatório. Embora um sistema não linear evolua no tempo com um comportamento instável e aperiódico, tal comportamento é determinístico, pois seu estado futuro pode ser conhecido, desde que conhecido o seu estado atual. O estado futuro pode, porém, ser radicalmente modificado a partir de pequenas mudanças no estado atual. A dificuldade de se conhecer o estado presente com exatidão leva à necessidade de modelar o sistema não linear como aleatório, em algumas situações, quando os detalhes do comportamento não são de interesse, embora ele seja, na realidade, determinístico.

## Caoticidade
Os sistemas dinâmicos não lineares podem ser exemplificados com movimentos econômicos da economia mundial, movimentos atmosféricos, ou meteorológicos, além de outros. A característica principal dos sistemas dinâmicos não lineares é a caoticidade, relativo ao comportamento caótico.

## Fractais
Um exemplo típico é a geometria fractal que inicialmente foi desenvolvida como ferramenta matemática para uso estatístico na economia. Após certo tempo, houve pesquisas que relacionaram os fractais às complexidades. Estas, por sua vez, comprovaram que os sistemas econômicos são dinâmicos e sua evolução leva a previsão futura ser extremamente dependente do comportamento passado, demonstrando assim uma não linearidade.

## Realimentações
O comportamento não linear, pelo fato de ser dinâmico evolui no tempo através de realimentações que vão sendo inseridas à medida que avança o sistema e, ao avançar é influído por realimentações, positivas ou negativas, que por sua vez redundam em novas realimentações que influem no sistema regulando-o ora construtivamente, ora destrutivamente.

## Tecido comportamental
No caso dos sistemas dinâmicos lineares, existem respostas ordenadas e lisas (À exemplo de um tecido liso) onde os eventos futuros ocorrem dentro de margens estatísticas previsíveis.
No caso dos sistemas dinâmicos não lineares, as respostas podem ser consideradas também ordenadas (Pode-se dizer que existe um tecido também), mas as resultantes futuras dos eventos não são lisas, ao contrário, são ásperas, pois, suas superfícies são extremamente corrugadas, isto é, os resultados são caóticos, contradizentes, porém, sempre haverá um padrão reconhecível, mas nunca estático, sempre dinâmico, isto é, variável no domínio do tempo.

## Teoria do Caos
Na teoria do caos é utilizado um exemplo prático bastante ilustrativo da dinâmica dos sistemas lineares e não lineares:
Imagine uma pedra atirada numa piscina de águas límpidas e extremamente estáticas, as ondas geradas na queda da pedra se propagam até as margens de forma ordenada e sequencial, refletem nas paredes da borda e retornam, cruzando-se entre si e, portanto, interagindo, se realimentando, ora positivamente, ora negativamente.

### Sistema de previsibilidade linear
As ondas continuam seu trajeto já distorcidas pelas realimentações, (em direção às margens opostas), sofrendo ainda mais e mais interações ocasionadas pelos entrecruzamentos, que geram mais realimentações.
Neste momento começam a ocorrer alguns movimentos "aparentemente" caóticos, mas ainda previsíveis, pois são padrões das ondas, o sistema ainda pode-se dizer "linear".

### Sistema de previsibilidadenão linear
Ao avançar do tempo, a piscina já está com bastante movimento em sua superfície, se continuarmos jogando pedras com tamanhos e formas diferentes aleatoriamente, (quanto mais pedras diferentes forem atiradas, mais realimentações e reflexões acontecerão), mais caótico será o padrão das ondas "na superfície", assim, mais difícil será o reconhecimento de um "padrão" estático.
Imaginemos que no fundo desta piscina exista camada de areia finíssima (à exemplo de uma laguna), apesar dos movimentos aleatórios na superfície da piscina, no fundo haverá determinados padrões nesta areia, caóticos sim, mas seguirão sempre a um padrão de ondas de diversas formas, tamanhos, alturas, etc. Estas mudarão à medida que o corrugamento da superfície muda, porém, apesar de todo o caos dos movimentos na parte superior, é reconhecido um padrão naquela areia no fundo ocasionado pelos movimentos da água. Este padrão é a resultante das inserções aleatórias no movimento que redundam num "sistema dinâmico não linear".

## Sistemas não lineares
Um sistema autônomo, não linear, de segunda ordem, é definido por duas equações diferenciais
{\displaystyle {\begin{array}{l}{\dot {x}}=f(x,y)\\{\dot {y}}=g(x,y)\end{array}}.}
onde as funções {\displaystyle f} e {\displaystyle g} não são simples combinações lineares das variáveis {\displaystyle x} e {\displaystyle y.}
Não existem técnicas analíticas gerais para resolver esse tipo de equações.
Os métodos numéricos apresentam mais problemas neste caso, do que no caso das equações lineares.
No entanto, a análise gráfica no espaço de fase pode fornecer muita informação sobre o comportamento do sistema. É essencial começar por identificar os pontos fixos. Na próxima secção veremos que na região perto de cada ponto fixo o sistema comporta-se de forma semelhante a um sistema linear.

### Linearização
As duas funções {\displaystyle f} e {\displaystyle g} podem ser escritas na forma de uma série de Taylor:
{\displaystyle f(x,y)=f(u,v)+(x-u)\left.{\frac {\partial f}{\partial x}}\right|_{(u,v)}+(y-v)\left.{\frac {\partial f}{\partial y}}\right|_{(u,v)}+\ldots }
{\displaystyle g(x,y)=g(u,v)+(x-u)\left.{\frac {\partial g}{\partial x}}\right|_{(u,v)}+(y-v)\left.{\frac {\partial g}{\partial y}}\right|_{(u,v)}+\ldots }
Na vizinhança do ponto {\displaystyle (u,v),} os 3 termos apresentados nas duas séries acima constituem uma boa aproximação ao valor real da função. Se {\displaystyle (u,v),} for um ponto fixo do sistema, {\displaystyle f(u,v)} e {\displaystyle g(u,v)} serão
nulas e, portanto, o primeiro termo de cada série desaparecerá. Mudando a origem de coordenadas para o ponto fixo {\displaystyle (u,v),} isto é, num sistema de coordenadas {\displaystyle X=x-u,} {\displaystyle Y=y-v,} as funções são, aproximadamente,
{\displaystyle {\begin{aligned}f(X,Y)&=&X\left.{\frac {\partial f}{\partial x}}\right|_{(u,v)}+Y\left.{\frac {\partial f}{\partial y}}\right|_{(u,v)}\\g(X,Y)&=&X\left.{\frac {\partial g}{\partial x}}\right|_{(u,v)}+Y\left.{\frac {\partial g}{\partial y}}\right|_{(u,v)}\\\end{aligned}}}
Substituindo no sistema, obtém-se um sistema linear. Repare que {\displaystyle {\dot {X}}={\dot {x}},} porque {\displaystyle u} é uma constante, e {\displaystyle {\dot {Y}}={\dot {y}},} porque {\displaystyle v} também é constante.
{\displaystyle \left[{\begin{array}{r}{\dot {X}}\\{\dot {Y}}\end{array}}\right]=\left[{\begin{array}{rr}\displaystyle {\frac {\partial f}{\partial x}}&\displaystyle {\frac {\partial f}{\partial y}}\\[12pt]\displaystyle {\frac {\partial g}{\partial x}}&\displaystyle {\frac {\partial g}{\partial y}}\end{array}}\right]_{(u,v)}\left[{\begin{array}{r}X\\Y\end{array}}\right]}
esta aproximação linear só será válida numa vizinhança da origem {\displaystyle (X=0,Y=0),} nomeadamente, perto do ponto fixo.
A matriz do sistema linear acima designa-se por matriz jacobiana. É uma matriz constante, obtida a partir das derivadas das funções de estado, substituindo as variáveis pelos valores no ponto fixo. Por cada ponto fixo existirá uma matriz
jacobiana diferente. Os valores e vectores próprios de cada uma dessas matrizes permitem estudar a estabilidade do sistema, na vizinhança do ponto fixo respectivo, da mesma forma que é feito para os sistemas lineares.

### Método de Runge-Kutta
Na aproximação
{\displaystyle x_{n+1}\approx x_{n}+h{\dot {x}}(t_{n})}
usamos o método de Euler, para calcular o valor da função no instante {\displaystyle t_{n+1}} a partir da derivada no instante {\displaystyle t_{n}.} 
Para melhorar o método será preciso usar uma melhor aproximação ao valor médio da derivada, no intervalo {\displaystyle [t_{n},t_{n}+h].}

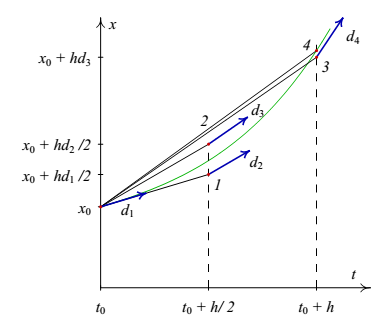
Os quatro valores da derivada usados no método de Runge-Kutta de quarta ordem. Neste caso para o sistema na verde mostra-se a solução exata desse sistema.

No método de Runge-Kutta de quarta ordem, o valor da derivada, {\displaystyle d,} obtém-se a partir da média das derivadas em 4 pontos diferentes, com pesos diferentes (figura ao lado).
Começa-se por calcular a derivada no ponto inicial, tal como no método de Euler:
{\displaystyle d_{1}=f(t_{0},x_{0})}
a seguir, realiza-se um deslocamento na direção dessa derivada, avançando uma distância {\displaystyle {\frac {h}{2}}} no tempo, até um ponto 1 (ver figura). Nesse ponto 1, calcula-se um segundo valor da derivada:
{\displaystyle d_{2}=f\left(t_{0}+{\frac {h}{2}},x_{0}+\left({\frac {h}{2}}\right)d_{1}\right)}
Esse novo valor da derivada é usado novamente, para realizar outro deslocamento a partir do ponto inicial, avançando {\displaystyle {\frac {h}{2}}} no sentido do tempo, até um outro ponto 2, onde é calculado um terceiro valor da derivada:
{\displaystyle d_{3}=f\left(t_{0}+{\frac {h}{2}},x_{0}+\left({\frac {h}{2}}\right)d_{2}\right)}
seguindo o a direção da derivada {\displaystyle d_{3},} realiza-se um terceiro deslocamento, a partir do ponto inicial, desta vez avançando uma distância {\displaystyle h} no eixo do tempo, para chegar até um ponto 3, onde se calcula um quarto valor da derivada:
{\displaystyle d_{4}=f(t_{0}+h,x_{0}+hd_{3})}
Pode mostrar-se que o valor da derivada que conduz a um erro mínimo é a combinação linear:
{\displaystyle d={\frac {1}{6}}(d_{1}+2d_{2}+2d_{3}+d_{4})}
no exemplo da figura, esse valor médio da derivada desloca o ponto inicial até o ponto 4, que está bastante perto da solução exata da equação.
Em cada ponto {\displaystyle (t_{n},x_{n}),} calcula-se o valor médio da derivada usando o mesmo processo, e com esse valor médio, {\displaystyle d,} obtém-se o ponto seguinte na forma habitual:
{\displaystyle t_{n+1}=t_{n}+h\qquad x_{n+1}=x_{n}+hd}

## Sistemas autônomos no plano
Um sistema dinâmico autônomo, com duas variáveis de estado {\displaystyle x_{1}} e {\displaystyle x_{2},} é caraterizado por duas equações de evolução:
{\displaystyle {\begin{aligned}{\dot {x_{1}}}=f_{1}(x_{1},x_{2})\\{\dot {x_{2}}}=f_{2}(x_{1},x_{2})\end{aligned}}}
onde {\displaystyle f_{1}} e {\displaystyle f_{2}} são duas funções quaisquer, que dependem das variáveis {\displaystyle x_{1}} e {\displaystyle x_{2}.} Não existem técnicas analíticas gerais para resolver esse tipo de equações; unicamente existem técnicas analíticas gerais para o caso dos sistemas lineares, em que {\displaystyle f_{1}} e {\displaystyle f_{2}} são combinações lineares
das variáveis {\displaystyle x_{1}} e {\displaystyle x_{2}.}
Os sistemas não lineares geralmente só podem ser resolvidos por métodos numéricos. No entanto, a análise gráfica no espaço de fase pode fornecer muita informação sobre o comportamento do sistema.

### Pontos de equilíbrio
Os sistemas lineares têm um único ponto de equilíbrio. Um
sistema não linear pode ter qualquer número de pontos de equilíbrio.
{\displaystyle {\begin{aligned}{\dot {x_{1}}}&=4-x_{1}^{2}-4\,x_{2}^{2}&{\dot {x_{2}}}&=x_{2}^{2}-x_{1}^{2}+1\end{aligned}}}
Existem quatro pontos de equilíbrio. Os pontos onde o lado direito da primeira equação é nulo, são todos os pontos da elipse {\displaystyle {\frac {x_{1}^{2}}{4}}+x_{2}^{2}=1} e os pontos onde o lado direito da segunda equação é nulo são os pontos da hipérbole {\displaystyle x_{1}^{2}-x_{2}^{2}=1.}

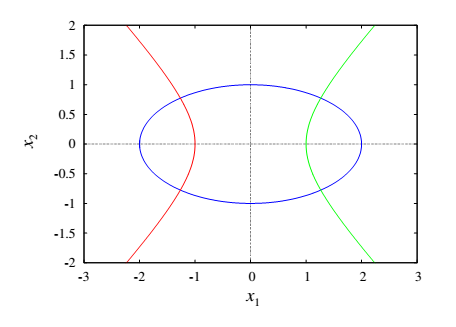
Os pontos de equilíbrio são os pontos de interseção entre as curvas onde cada uma das funções é nula.

Os pontos de equilíbrio do sistema são os quatro pontos de interseção entre a elipse e a hipérbole. Os gráficos dessas duas curvas desenham-se mais facilmente usando a forma paramétrica dessas equações:
O resultado é apresentado na figura 10.1. Dentro da elipse, {\displaystyle {\dot {x}}_{1}} é positiva: o campo de direções aponta para a direita, e fora da elipse o campo aponta para a esquerda. Na região à esquerda da hipérbole, o campo de direções aponta para baixo, entre os dois ramos da hipérbole o campo aponta para cima, e à direita da hipérbole o campo aponta para baixo.

### Aproximação linear
Cada uma das funções {\displaystyle f_{1}} e {\displaystyle f_{2}} podem ser escritas na forma de uma série de Taylor, na vizinhança de um ponto qualquer {\displaystyle (a,b)} do espaço de fase:
{\displaystyle f_{i}(x_{1},y_{2})=f_{i}(a,b)+(x_{1}-a)\left.{\frac {\partial f_{i}}{\partial x_{1}}}\right|_{(a,b)}+(x_{2}-b)\left.{\frac {\partial f_{i}}{\partial x_{2}}}\right|_{(a,b)}+\ldots }
Se o ponto {\displaystyle (a,b)} for um ponto de equilíbrio, {\displaystyle f_{i}(a,b)} é nula e, portanto, o primeiro termo da série é nulo.
Mudando a origem de coordenadas para o ponto fixo {\displaystyle (a,b),} isto é, num novo sistema de coordenadas: {\displaystyle x=x_{1}-a,} {\displaystyle y=x_{2}-b,} as funções são, aproximadamente,
{\displaystyle f_{i}(x,y)=\left.{\dfrac {\partial f_{i}}{\partial x_{1}}}\right|_{(a,b)}\,x+\left.{\dfrac {\partial f_{i}}{\partial x_{2}}}\right|_{(a,b)}\,y}
Os índices {\displaystyle (a,b)} indicam que {\displaystyle x_{1}} e {\displaystyle x_{2}} deverão ser substituídos pelas coordenadas {\displaystyle (a,b)} do respetivo ponto de equilíbrio. Substituindo essas aproximações no sistema anterior, obtém-se um sistema linear (repare-se que {\displaystyle {\dot {x}}={\dot {x_{1}}},} porque {\displaystyle a} é uma constante, e {\displaystyle {\dot {y}}={\dot {x_{2}}},} porque {\displaystyle b} também é constante).
{\displaystyle \left[{\begin{array}{r}{\dot {x}}\\{\dot {y}}\end{array}}\right]=\left[{\begin{array}{rr}{\dfrac {\partial f_{1}}{\partial x_{1}}}&{\dfrac {\partial f_{1}}{\partial x_{2}}}\\[12pt]{\dfrac {\partial f_{2}}{\partial x_{1}}}&{\dfrac {\partial f_{2}}{\partial x_{2}}}\end{array}}\right]_{(a,b)}\left[{\begin{array}{r}x\\y\end{array}}\right]}
esta aproximação linear só será válida numa vizinhança da origem {\displaystyle (x=0,y=0),} nomeadamente, perto do ponto fixo.
A matriz do sistema linear (aproximação linear) designa-se por matriz jacobiana,
{\displaystyle J_{(f_{1},f_{2})}(x_{1},x_{2}).}
Substituindo as coordenadas {\displaystyle (a,b)} do ponto de equilíbrio na matriz jacobiana, obtém-se uma matriz constante. Por cada ponto de equilíbrio existe uma matriz de coeficientes constantes, que corresponde à aproximação linear perto desse ponto de equilíbrio. Os valores e vetores próprios de cada uma dessas matrizes permitem analisar a estabilidade do sistema, na vizinhança do respetivo ponto de equilíbrio, da mesma forma que é feito para os sistemas lineares.

## Sistemas Não Lineares Físicos

### O pêndulo
O tipo de pêndulo a seguir está formado por um disco de massa {\displaystyle m} e raio {\displaystyle r,} ligado a uma barra rígida de massa desprezável em comparação com {\displaystyle m.} No outro extremo da barra passa um eixo horizontal que permite que o pêndulo rode num plano vertical, descrevendo trajetórias circulares com raio {\displaystyle l,} onde {\displaystyle l} é a distância desde o centro do disco até o eixo de rotação.  (figura abaixo).

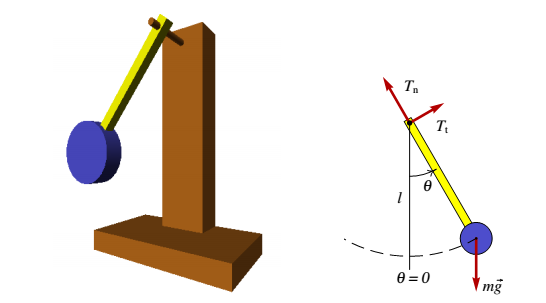
Pêndulo formado por um disco e uma barra que pode rodar à volta de um
eixo horizontal.

O pêndulo tem unicamente um grau de liberdade, que pode ser definido como o ângulo {\displaystyle \theta } que faz com a vertical. Portanto, existem duas variáveis de estado, {\displaystyle \theta ,} e a velocidade angular {\displaystyle \omega .} A primeira equação de evolução é a relação entre o ângulo e a velocidade angular: {\displaystyle {\dot {\theta }}=\omega .} A segunda equação de evolução é a expressão da aceleração angular {\displaystyle \alpha } em função de {\displaystyle \theta } e de {\displaystyle \omega .} Para encontrar essa expressão, é preciso resolver as leis do movimento do corpo rígido.
Sobre o pêndulo atuam duas forças externas: o peso, {\displaystyle m\,{\vec {g}},} vertical, e uma força de contato do eixo sobre a barra, {\displaystyle {\vec {F}},} que por conveniência será decomposta numa componente tangencial {\displaystyle F_{\mathrm {t} }} e outra componente normal {\displaystyle F_{\mathrm {n} },} na direção da barra.
Como o eixo de rotação do pêndulo está fixo, pode aplicar-se a lei do movimento de rotação com eixo fixo:
{\displaystyle \sum _{i=1}^{n}M_{z,i}=I_{z}\,\alpha }}
Neste caso, o peso é a única força que produz momento em relação ao eixo e esse momento é {\displaystyle m\,g\,l\,\mathrm {sen} \,\theta .} Assim, a expressão para {\displaystyle \alpha } em função do ângulo {\displaystyle \theta } é:
{\displaystyle \alpha =-{\frac {m\,g\,l\,\mathrm {sen} \,\theta }{I_{z}}}}
Onde {\displaystyle I_{z}} é o momento de inércia do disco, já que o momento de inércia da barra é desprezado. O momento de inércia do disco em relação ao seu centro é:
{\displaystyle I_{\mathrm {cm} }={\frac {1}{2}}m\,r^{2}}
e usando o teorema dos eixos paralelos {\displaystyle I_{z}=I_{\text{cm}}+md^{2}} para deslocar o eixo uma distância {\displaystyle l,} desde o centro do disco até o eixo do pêndulo, obtemos:
{\displaystyle I_{z}=m\,l^{2}+{\frac {1}{2}}m\,r^{2}}
O chamado pêndulo simples corresponde ao caso em que o raio do disco, {\displaystyle r,} for muito menor que o comprimento da barra, {\displaystyle l;} nesse caso, o momento de inércia será, aproximadamente, {\displaystyle I\approx m\,l^{2},} e as equações de evolução obtidas para o pêndulo simples são as seguintes (num pêndulo que não seja simples, {\displaystyle {\frac {g}{l}}} deverá ser substituída por {\displaystyle \left({\frac {m\,g\,l}{I_{z}}}\right)}
{\displaystyle {\begin{aligned}{\dot {\theta }}&=\omega \\{\dot {\omega }}&=-{\frac {g}{l}}\,\mathrm {sen} \,\theta \end{aligned}}}

### Aproximação linear do pêndulo
Os pontos de equilíbrio do pêndulo são todos os pontos onde os lados direitos das equações do pêndulo simples sejam nulos; consequentemente, existem pontos de equilíbrio em {\displaystyle \theta =0,\pm \pi ,\pm 2\pi ,\ldots ,com\omega =0}
Os pontos em {\displaystyle \theta =0,\pm 2\pi ,\pm 4\pi ,\ldots ,} são realmente o mesmo ponto físico, na posição mais baixa do pêndulo, correspondentes à passagem do pêndulo por essa posição, após um número qualquer de voltas. Os pontos em {\displaystyle \theta =\pm \pi ,\pm 3\pi ,\ldots } são também um mesmo ponto física, na parte mais alta do pêndulo.
A matriz jacobiana do sistema é:
{\displaystyle \left[{\begin{array}{cc}0&1\\-{\dfrac {g}{l_{0}}}\,\cos \theta &0\end{array}}\right]}
No ponto de equilíbrio em {\displaystyle \theta =0,} a matriz é:

{\displaystyle \left[{\begin{array}{cc}0&1\\-{\dfrac {g}{l_{0}}}&0\end{array}}\right]}
com valores próprios iguais a {\displaystyle \pm \mathrm {i} {\sqrt {\frac {g}{l_{0}}}}.} Consequentemente, o ponto de equilíbrio é um centro (equilíbrio estável). De fato, a matriz jacobiana do pêndulo é semelhante à matriz de um oscilador harmônico simples, com {\displaystyle {\frac {g}{l_{0}}}} em vez e {\displaystyle {\frac {k}{m}}.}
Assim, nos pontos próximos de {\displaystyle \theta =0,\pm 2\,\pi ,\pm 4\,\pi ,\ldots ,} o sistema é parecido a um oscilador harmônico simples, com órbitas elípticas no espaço de fase, que correspondem a oscilações harmônicas com frequência angular:
{\displaystyle 2\,\pi \,f={\sqrt {\frac {g}{l_{0}}}}}
Perto do ponto de equilíbrio em {\displaystyle \theta =\pi ,} a matriz jacobiana é igual a:
{\displaystyle \left[{\begin{array}{cc}0&1\\{\dfrac {g}{l_{0}}}&0\end{array}}\right]}
com dois valores próprios reais {\displaystyle \pm {\sqrt {\frac {g}{l_{0}}}}} e de sinais opostos. Trata-se de um ponto de sela (equilíbrio instável).
Para esboçar o campo de direções usando, consideremos um pêndulo com {\displaystyle l_{0}} igual a 50 cm. Assim, no sistema internacional de unidades, as equações do pêndulo são:
{\displaystyle {\dot {\theta }}=\omega \qquad {\dot {\omega }}=-19,6\mathrm {sen} \,\theta }

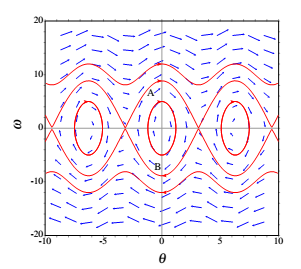
Retrato de fase do pêndulo.

A figura acima mostra o retrato de fase do pêndulo.  No eixo horizontal está representado o ângulo {\displaystyle \theta } e no eixo vertical a velocidade angular {\displaystyle \omega .}
As curvas identificadas com as letras {\displaystyle A} e {\displaystyle B} na figura acima, que começam desde um ponto de sela e terminam noutro, fazem parte de uma 'órbita heteroclínica.
Uma órbita heteroclínica é uma curva no espaço de fase formada por vários segmentos, cada um começando num ponto de sela e terminando em outro ponto de sela diferente. O último segmento termina no mesmo ponto de sela onde começou o primeiro.
As órbitas heteroclínicas do pêndulo correspondem ao caso em que a energia mecânica do pêndulo é exatamente igual à energia potencial gravítica no ponto de altura máxima. Usando como referência {\displaystyle U=0} no ponto mais baixo do pêndulo, a energia potencial no ponto mais alto é {\displaystyle U=2\,m\,g\,l_{0}.} 
Essas órbitas heteroclínicas também são separatrizes, porque delimitam a região onde existe movimento oscilatório: região sombreada na figura anterior. Se o estado inicial estiver dentro dessa região, o pêndulo oscila; caso contrário, o pêndulo
descreve movimento circular não uniforme.
A figura anterior mostra a evolução em função do tempo de dois ciclos à volta do ponto de equilíbrio estável.  No primeiro caso, o pêndulo foi largado, do repouso, com um ângulo inicial de 0.5 radianos (aproximadamente {\displaystyle 29^{\circ }});  No retrato de fase, essa solução é bastante aproximada a uma elipse. Uma elipse no retrato de fase corresponde à solução de um oscilador harmônico simples. O pêndulo oscila de forma harmônica e o seu período de oscilação é aproximadamente {\displaystyle 1,44~s.}
Usando a aproximação do pêndulo como oscilador harmônico simples, é possível calcular o seu período de oscilação (equação do pêndulo simples). No caso que consideramos {\displaystyle (l=0,5m)} o período do pêndulo seria aproximadamente {\displaystyle 1,42~s.} Os valores mais realistas, que obtivemos de forma numérica, são um pouco superiores. Quanto menor for o ângulo máximo de oscilação, mais perto estará o período do valor obtido com a aproximação linear.
Para uma explicação mais detalhada dos sistemas dinâmicos caóticos e principalmente do sistema de Hénon-Heiles sugerimos a referência. Neste trabalho, Oliveira mostra como é definido um sistema conservativo e qual o comportamento dinâmico do Sistema de Hénon-Heiles. Observa-se que o espaço de fase é misto, ou seja, apresenta regiões caóticas e regulares.

## Exemplos de equações não lineares
- Fluxo de carga
- Equação de transporte de Boltzmann
- Equações explícitas para o fator de atrito de Darcy-Weisbach
- Relatividade geral
- Equações de Navier-Stokes
- Hidrodinâmica
- Óptica não linear
- Equação de Vlasov